# Georges Ier d'Iméréthie
Pour les articles homonymes, voir Georges Ier.
Georges Ier d'Iméréthie (en géorgien : გიორგი I, Giorgi I ; mort en 1396) est un roi d'Iméréthie de 1389 à 1396.
Second fils du roi Bagrat Ier, il succède à son frère aîné Alexandre Ier.
Il passe son court règne à combattre les vassaux du royaume et il est défait et tué dans une bataille décisive par Vameq Ier Dadiani, duc de Mingrélie de 1384 à 1396.

## Sources
- Alexandre Manvelichvili, Histoire de la Géorgie, Paris, Nouvelles Éditions de la Toison d'Or, 1951, 476 p..
- Nodar Assatiani et Alexandre Bendianachvili, Histoire de la Géorgie, Paris, l'Harmattan, 1997, 335 p. [détail des éditions] (ISBN 2-7384-6186-7, présentation en ligne).
- Marie-Félicité Brosset, Histoire de la Géorgie. Tome II : Histoire moderne de la Géorgie, Réédition Adamant Media Corporation  (ISBN 0543944808), p. 248.